# گریگور آرتسرونی

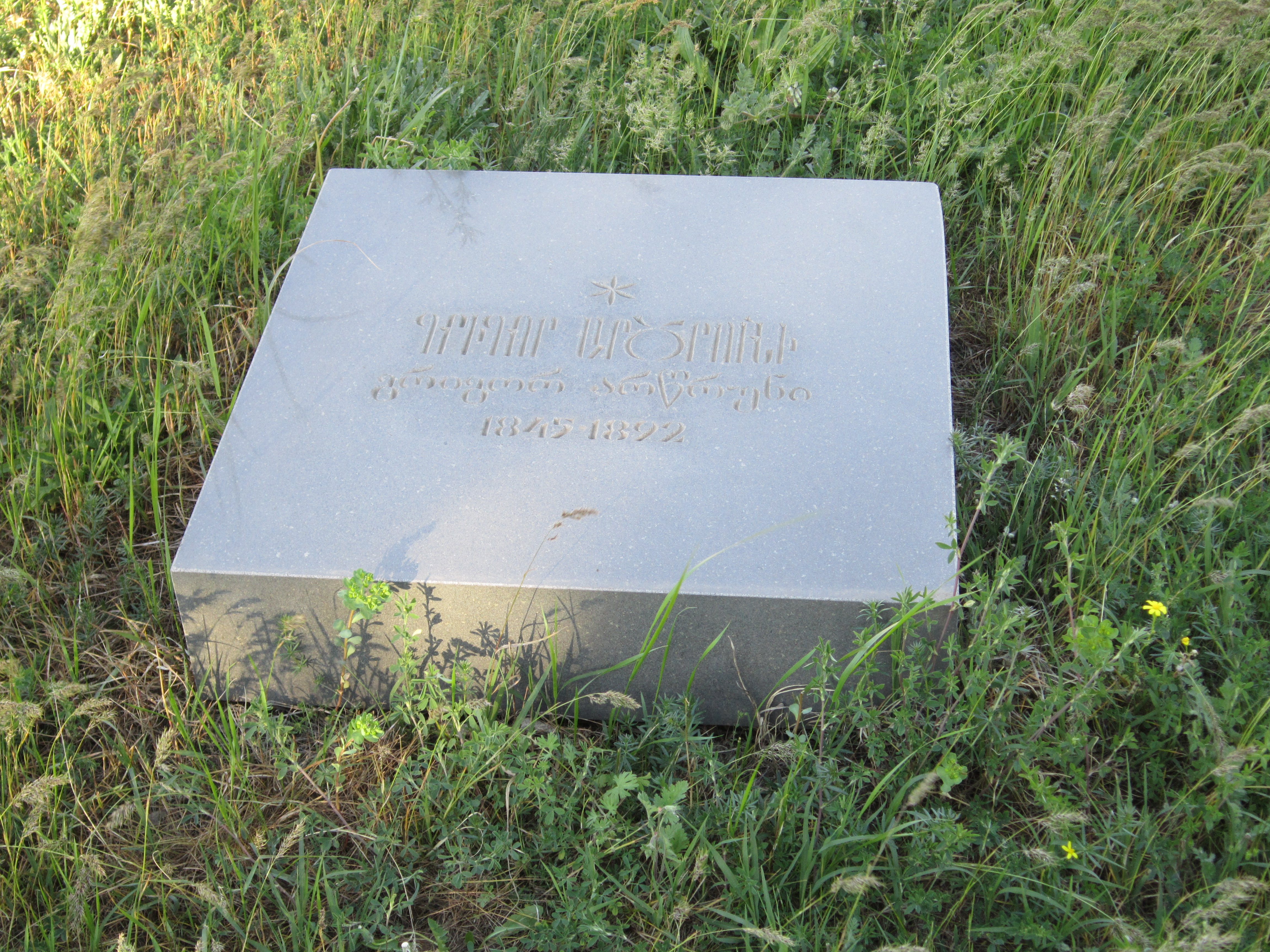

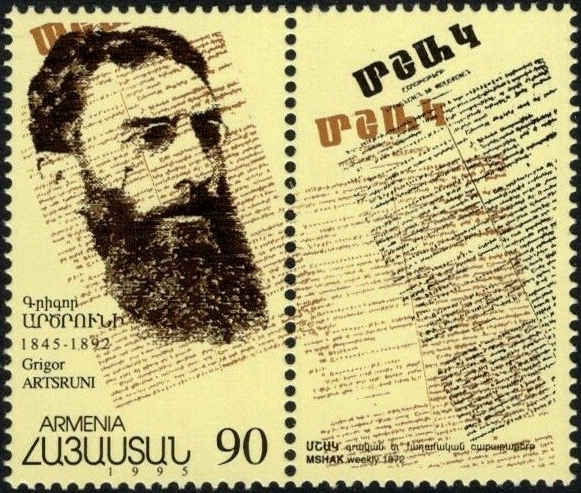
تمبر یادبود

گریگور یِرمیایی آرتسرونی (ارمنی: Գրիգոր Երեմիայի Արծրունի) (زاده ۲۷ فوریه [سبک قدیمی: ۱۵ فوریه] ۱۸۴۵ در مسکو - درگذشته ۳۱ دسامبر [سبک قدیمی: ۱۹ دسامبر] ۱۸۹۲ در تفلیس) روزنامه‌نگار، منقد و فعال اجتماعی ارمنی بود.

## زندگی‌نامه
آرتسرونی تحصیلات ابتدایی خویش را در بین سال‌های ۱۸۵۸ تا ۱۸۶۳ در شهر تفلیس به انجام داد. وی در دانشگاه‌های مسکو و سن پترزبورگ ادامه تحصیل داد. گریگور آرتسرونی در سال ۱۸۶۷ در دانشگاه هایدلبرگ مشغول به تحصیل شد و در سال ۱۸۶۹ از آن دانشگاه با مدرک دکتری اقتصاد سیاسی و فلسفه فارغ‌التحصیل گردید. آرتسرونی همچنین بین سال‌های ۱۸۶۹ تا ۱۸۷۰ در رشته زبان ارمنی در وین و «مرکز مخیتاریست‌ها» در ونیز تحصیل نمود؛ وی در سپتامبر سال ۱۸۷۰ به شهر تفلیس بازگشت. آرتسرونی فعالیت ادبی خویش را در روزنامه‌های زنبور ارمنستانی و جهان ارمنی آغاز نمود. وی در سال ۱۸۷۲ مجله مْشاک (به ارمنی: Մշակ) را بر پایه تفکر «آزادیخواهی ارمنی» بنیانگذاری و منتشر نمود و تا زمان مرگش نیز سردبیری و مدیریت آن را برعهده داشت.

آرتسرونی همچنین معلم نویسنده سرشناس ارمنی، رافی (۱۸۳۵–۱۸۸۸) بود.

## کتابشناسی
- «وضعیت اقتصادی ارمنیان در ترکیه»،[پانویس ۲] (عنوان اصلی: Թիւրքաց հայերի տնտեսական դրութիւնը դասախօսութիւն)
- Էվէլինա Հոգեբանական Էտիւդ (Հայերէն Մի Անտիպ Ձեռագրից), ناشر Տէրտէրեան Ղուկաս Վրդ. , تفلیس ۱۸۹۱
- «مسئله شرقی»،[پانویس ۳] تفلیس، ۱۸۷۶ (به زبان روسی).